# Station Kraków Grzegórzki
Station Kraków Grzegórzki is een spoorwegstation in de Poolse plaats Krakau.